# Índice de Desenvolvimento Social
O Índice de Desenvolvimento Social (IDS) é um índice com base na esperança de vida à nascença, nível educacional e conforto e saneamento. Ou seja, semelhante em conceito ao Índice de Desenvolvimento Humano (IDH), mas substituindo ao índice "Renda" pelo índice "Conforto e saneamento".
O Índice de Desenvolvimento Social é composto dos seguintes Índices:
- INS - Índice do Nível de Saúde
- INE - Índice do Nível de Educação
- ISB - Índice da Oferta de Serviços Básicos
- IRMCF- Índice da Renda Média dos Chefes de Família